# Lino Farisato
Lino Farisato (né le 15 mars 1945 à Torri di Quartesolo) est un coureur cycliste italien. Professionnel de 1965 à 1974, il a notamment remporté deux étapes du Tour d'Italie.

## Palmarès
- 1968
  - 13e étape du Tour d'Italie
  - 3e du Grand Prix Valsassina
- 1969
  - 3e du Tour de Majorque
- 1971
  - 19e étape du Tour d'Italie
- 1973
  - 9e du Tour de Suisse

## Résultats sur les grands tours

### Tour d'Italie
8 participations
- 1966 : 29e
- 1967 : 31e
- 1968 : 18e, vainqueur de la 13e étape
- 1969 : abandon
- 1970 : 38e
- 1971 : 13e, vainqueur de la 19e étape
- 1972 : 36e
- 1973 : 50e

### Tour de France
1 participation
- 1971 : abandon (9e étape)

### Tour d'Espagne
1 participation
- 1968 : 45e